# Nvidia NVDEC
Nvidia NVDEC (anteriormente conocido como NVCUVID) es una característica de sus tarjetas gráficas que realiza la decodificación de video, descargando esta tarea intensiva de cómputo de la CPU.
Se acompaña de NVENC para la codificación de video en el SDK de códec de video de Nvidia.

## Tecnología
NVDEC puede descargar la decodificación de video al hardware de decodificación de función fija completa (Nvidia PureVideo) o (parcialmente) decodificar a través del software CUDA que se ejecuta en la GPU, si el hardware de función fija no está disponible.
Según la arquitectura de la GPU, se admiten los siguientes códecs:
- MPEG-2
- CV-1
- H.264 (AVC)
- H.265 (HEVC)
- VP8
- VP9
- AV1

## Versiones
NVCUVID se distribuyó originalmente como parte del kit de herramientas Nvidia CUDA. Más tarde, se le cambió el nombre a NVDEC y se trasladó al SDK de códec de video de Nvidia.

## Soporte del sistema operativo
NVDEC está disponible para los sistemas operativos Windows y Linux. Como NVDEC es una API patentada (a diferencia de la API VDPAU de código abierto), solo es compatible con el controlador patentado de Nvidia en Linux.

## Soporte de aplicaciones y bibliotecas
- Gstreamer es compatible con NVDEC desde 2017.[5]
- FFmpeg es compatible con NVDEC desde 2017.[6]
- mpv es compatible con NVDEC desde 2017 mediante el uso de FFmpeg.[7]

## Soporte de GPU
La decodificación y codificación acelerada HW son compatibles con los productos Nvidia GeForce, Quadro, Tesla y GRID con Fermi o GPU de nueva generación.
| Tarjeta gráfica                                     | Familia           | Chip   | Escritorio/ Móvil/ Servidor | # de Chips | # de NVDEC/ Chip | Total # de NVDEC | MPEG-1 | MPEG-2 | VC-1 | VP8 | VP9   | VP9    | VP9    | H.264 (AVCHD) | H.265 (HEVC) 4:2:0 | H.265 (HEVC) 4:2:0 | H.265 (HEVC) 4:2:0 | H.265 (HEVC) 4:4:4 | H.265 (HEVC) 4:4:4 | H.265 (HEVC) 4:4:4 | AV1 4:2:0 | AV1 4:2:0 | AV1 4:2:0 |
| Tarjeta gráfica                                     | Familia           | Chip   | Escritorio/ Móvil/ Servidor | # de Chips | # de NVDEC/ Chip | Total # de NVDEC | MPEG-1 | MPEG-2 | VC-1 | VP8 | 8 bit | 10 bit | 12 bit | H.264 (AVCHD) | 8 bit              | 10 bit             | 12 bit             | 8 bit              | 10 bit             | 12 bit             | 8 bit     | 10 bit    | 12 bit    |
| --------------------------------------------------- | ----------------- | ------ | --------------------------- | ---------- | ---------------- | ---------------- | ------ | ------ | ---- | --- | ----- | ------ | ------ | ------------- | ------------------ | ------------------ | ------------------ | ------------------ | ------------------ | ------------------ | --------- | --------- | --------- |
| GeForce 710A > 810A                                 | Kepler            | GK208  | M                           | 1          | 1                | 1                | Sí     | Sí     | Sí   | No  | No    | No     | No     | Sí            | No                 | No                 | No                 | No                 | No                 | No                 | No        | No        | No        |
| GeForce GT 723A / 740A                              | Kepler            | GK208  | M                           | 1          | 1                | 1                | Sí     | Sí     | Sí   | No  | No    | No     | No     | Sí            | No                 | No                 | No                 | No                 | No                 | No                 | No        | No        | No        |
| GeForce GT 720M > 740M                              | Kepler            | GK208  | M                           | 1          | 1                | 1                | Sí     | Sí     | Sí   | No  | No    | No     | No     | Sí            | No                 | No                 | No                 | No                 | No                 | No                 | No        | No        | No        |
| GeForce GT 630 / 635/ 640 / 710 / 730               | Kepler            | GK208  | D                           | 1          | 1                | 1                | Sí     | Sí     | Sí   | No  | No    | No     | No     | Sí            | No                 | No                 | No                 | No                 | No                 | No                 | No        | No        | No        |
| GeForce 710A / 810M / 820M                          | Kepler            | GK107  | D                           | 1          | 1                | 1                | Sí     | Sí     | Sí   | No  | No    | No     | No     | Sí            | No                 | No                 | No                 | No                 | No                 | No                 | No        | No        | No        |
| GeForce GT 640M > 755M / GTX 660M                   | Kepler            | GK107  | D                           | 1          | 1                | 1                | Sí     | Sí     | Sí   | No  | No    | No     | No     | Sí            | No                 | No                 | No                 | No                 | No                 | No                 | No        | No        | No        |
| GeForce GT 630 - 640 GeForce GTX 650 GeForce GT 740 | Kepler            | GK107  | D                           | 1          | 1                | 1                | Sí     | Sí     | Sí   | No  | No    | No     | No     | Sí            | No                 | No                 | No                 | No                 | No                 | No                 | No        | No        | No        |
| GeForce GTX 645 -650 Ti Boost GeForce GT 740        | Kepler            | GK106  | D                           | 1          | 1                | 1                | Sí     | Sí     | Sí   | No  | No    | No     | No     | Sí            | No                 | No                 | No                 | No                 | No                 | No                 | No        | No        | No        |
| GeForce GTX 660 - 690 GeForce GTX 760 - 770         | Kepler            | GK104  | D                           | 1          | 1                | 1                | Sí     | Sí     | Sí   | No  | No    | No     | No     | Sí            | No                 | No                 | No                 | No                 | No                 | No                 | No        | No        | No        |
| GeForce GTX 760A/M > 880M                           | Kepler            | GK104  | D                           | 1          | 1                | 1                | Sí     | Sí     | Sí   | No  | No    | No     | No     | Sí            | No                 | No                 | No                 | No                 | No                 | No                 | No        | No        | No        |
| GeForce GTX 680M/MX > 880M                          | Kepler            | GK104  | M                           | 1          | 1                | 1                | Sí     | Sí     | Sí   | No  | No    | No     | No     | Sí            | No                 | No                 | No                 | No                 | No                 | No                 | No        | No        | No        |
| GeForce GTX 780 - 780 Ti                            | Kepler (2.a Gen)  | GK110  | D                           | 1          | 1                | 1                | Sí     | Sí     | Sí   | No  | No    | No     | No     | Sí            | No                 | No                 | No                 | No                 | No                 | No                 | No        | No        | No        |
| GeForce GTX Titan / Titan Black                     | Kepler (2.a Gen)  | GK110  | D                           | 1          | 1                | 1                | Sí     | Sí     | Sí   | No  | No    | No     | No     | Sí            | No                 | No                 | No                 | No                 | No                 | No                 | No        | No        | No        |
| GeForce GTX Titan Z                                 | Kepler (2.a Gen)  | GK110  | D                           | 2          | 1                | 2                | Sí     | Sí     | Sí   | No  | No    | No     | No     | Sí            | No                 | No                 | No                 | No                 | No                 | No                 | No        | No        | No        |
| GeForce GTX 745 - 750 Ti                            | Maxwell (1.a Gen) | GM107  | D                           | 1          | 1                | 1                | Sí     | Sí     | Sí   | No  | No    | No     | No     | Sí            | No                 | No                 | No                 | No                 | No                 | No                 | No        | No        | No        |
| GeForce 840M / 845M / 940M / 940MX / 945M           | Maxwell (1.a Gen) | GM107  | M                           | 1          | 1                | 1                | Sí     | Sí     | Sí   | No  | No    | No     | No     | Sí            | No                 | No                 | No                 | No                 | No                 | No                 | No        | No        | No        |
| GeForce GTX 850A > 960A                             | Maxwell (1.a Gen) | GM107  | M                           | 1          | 1                | 1                | Sí     | Sí     | Sí   | No  | No    | No     | No     | Sí            | No                 | No                 | No                 | No                 | No                 | No                 | No        | No        | No        |
| GeForce GTX 850M > 960M                             | Maxwell (1.a Gen) | GM107  | M                           | 1          | 1                | 1                | Sí     | Sí     | Sí   | No  | No    | No     | No     | Sí            | No                 | No                 | No                 | No                 | No                 | No                 | No        | No        | No        |
| GeForce 830A > 945A                                 | Maxwell (1.a Gen) | GM108  | M                           | 1          | 0                | 0                | No     | No     | No   | No  | No    | No     | No     | No            | No                 | No                 | No                 | No                 | No                 | No                 | No        | No        | No        |
| GeForce 830M > 945M                                 | Maxwell (1.a Gen) | GM108  | M                           | 1          | 0                | 0                | Sí     | No     | No   | No  | No    | No     | No     | No            | No                 | No                 | No                 | No                 | No                 | No                 | No        | No        | No        |
| GeForce GTX 920MX - 940MX                           | Maxwell (1.a Gen) | GM108  | M                           | 1          | 0                | 0                | Sí     | No     | No   | No  | No    | No     | No     | No            | No                 | No                 | No                 | No                 | No                 | No                 | No        | No        | No        |
| GeForce MX110 / MX130                               | Maxwell (1.a Gen) | GM108  | M                           | 1          | 0                | 0                | Sí     | No     | No   | No  | No    | No     | No     | No            | No                 | No                 | No                 | No                 | No                 | No                 | No        | No        | No        |
| GeForce GTX 750 / 950 - 960                         | Maxwell (2.a Gen) | GM206  | D                           | 1          | 1                | 1                | Sí     | Sí     | Sí   | Sí  | Sí    | No     | No     | Sí            | Sí                 | Sí                 | No                 | No                 | No                 | No                 | No        | No        | No        |
| GeForce GTX 965M                                    | Maxwell (2.a Gen) | GM206  | M                           | 1          | 1                | 1                | Sí     | Sí     | Sí   | Sí  | Sí    | No     | No     | Sí            | Sí                 | Sí                 | No                 | No                 | No                 | No                 | No        | No        | No        |
| GeForce GTX 910M / 920M / 920A                      | Maxwell (2.a Gen) | GM208B | M                           | 1          | 1                | 1                | Sí     | Sí     | Sí   | No  | No    | No     | No     | Sí            | No                 | No                 | No                 | No                 | No                 | No                 | No        | No        | No        |
| GeForce GTX 980M / 980MX                            | Maxwell (2.a Gen) | GM204  | M                           | 1          | 1                | 1                | Sí     | Sí     | Sí   | Sí  | No    | No     | No     | Sí            | No                 | No                 | No                 | No                 | No                 | No                 | No        | No        | No        |
| GeForce GTX 960 Ti / 970 / 980                      | Maxwell (2.a Gen) | GM204  | D                           | 1          | 1                | 1                | Sí     | Sí     | Sí   | Sí  | No    | No     | No     | Sí            | No                 | No                 | No                 | No                 | No                 | No                 | No        | No        | No        |
| GeForce GTX 980 Ti                                  | Maxwell (2.a Gen) | GM200  | D                           | 1          | 1                | 1                | Sí     | Sí     | Sí   | Sí  | No    | No     | No     | Sí            | No                 | No                 | No                 | No                 | No                 | No                 | No        | No        | No        |
| GeForce GTX Titan X                                 | Maxwell (2.a Gen) | GM200  | D                           | 1          | 1                | 1                | Sí     | Sí     | Sí   | Sí  | No    | No     | No     | Sí            | No                 | No                 | No                 | No                 | No                 | No                 | No        | No        | No        |
| GeForce MX150                                       | Pascal            | GP108  | M                           | 1          | 0                | 0                | No     | No     | No   | No  | No    | No     | No     | No            | No                 | No                 | No                 | No                 | No                 | No                 | No        | No        | No        |
| GeForce MX230 / MX250 / MX330                       | Pascal            | GP108  | M                           | 1          | 0                | 0                | Sí     | No     | No   | No  | No    | No     | No     | No            | No                 | No                 | No                 | No                 | No                 | No                 | No        | No        | No        |
| GeForce GT 1030                                     | Pascal            | GP108  | D                           | 1          | 1                | 1                | Sí     | Sí     | Sí   | No  | Sí    | Sí     | Sí     | Sí            | Sí                 | Sí                 | Sí                 | No                 | No                 | No                 | No        | No        | No        |
| GeForce GTX 1050 / 1050 Ti / MX350                  | Pascal            | GP107  | D/M                         | 1          | 1                | 1                | Sí     | Sí     | Sí   | No  | Sí    | Sí     | Sí     | Sí            | Sí                 | Sí                 | Sí                 | No                 | No                 | No                 | No        | No        | No        |
| GeForce GTX 1050 / 1050 Ti                          | Pascal            | GP106  | D/M                         | 1          | 1                | 1                | Sí     | Sí     | Sí   | No  | Sí    | No     | No     | Sí            | Sí                 | Sí                 | Sí                 | No                 | No                 | No                 | No        | No        | No        |
| GeForce GTX 1060                                    | Pascal            | GP106  | D/M                         | 1          | 1                | 1                | Sí     | Sí     | Sí   | No  | Sí    | No     | No     | Sí            | Sí                 | Sí                 | Sí                 | No                 | No                 | No                 | No        | No        | No        |
| GeForce GTX 1060                                    | Pascal            | GP104  | D/M                         | 1          | 1                | 1                | Sí     | Sí     | Sí   | No  | Sí    | No     | No     | Sí            | Sí                 | Sí                 | Sí                 | No                 | No                 | No                 | No        | No        | No        |
| GeForce GTX 1070M / 1080M                           | Pascal            | GP104B | M                           | 1          | 1                | 1                | Sí     | Sí     | Sí   | Sí  | Sí    | No     | No     | Sí            | Sí                 | Sí                 | Sí                 | No                 | No                 | No                 | No        | No        | No        |
| GeForce GTX 1070 / 1070 Ti / 1080                   | Pascal            | GP104  | D/M                         | 1          | 1                | 1                | Sí     | Sí     | Sí   | Sí  | Sí    | No     | No     | Sí            | Sí                 | Sí                 | Sí                 | No                 | No                 | No                 | No        | No        | No        |
| GeForce GTX 1080 Ti                                 | Pascal            | GP102  | D                           | 1          | 1                | 1                | Sí     | Sí     | Sí   | No  | Sí    | Sí     | Sí     | Sí            | Sí                 | Sí                 | Sí                 | No                 | No                 | No                 | No        | No        | No        |
| GeForce GTX Titan X / Titan Xp                      | Pascal            | GP102  | D                           | 1          | 1                | 1                | Sí     | Sí     | Sí   | No  | Sí    | Sí     | Sí     | Sí            | Sí                 | Sí                 | Sí                 | No                 | No                 | No                 | No        | No        | No        |
| Titan V                                             | Volta             | GV100  | D                           | 1          | 1                | 1                | Sí     | Sí     | Sí   | Sí  | Sí    | Sí     | Sí     | Sí            | Sí                 | Sí                 | Sí                 | No                 | No                 | No                 | No        | No        | No        |
| GeForce GTX 1650 / MX450                            | Turing            | TU117  | D/M                         | 1          | 1                | 1                | Sí     | Sí     | Sí   | Sí  | Sí    | Sí     | Sí     | Sí            | Sí                 | Sí                 | Sí                 | Sí                 | Sí                 | Sí                 | No        | No        | No        |
| GeForce GTX 1660 Ti / 1660 / 1660 Super             | Turing            | TU116  | D/M                         | 1          | 1                | 1                | Sí     | Sí     | Sí   | Sí  | Sí    | Sí     | Sí     | Sí            | Sí                 | Sí                 | Sí                 | Sí                 | Sí                 | Sí                 | No        | No        | No        |
| GeForce RTX 2060 / 2070 / 2060 Super                | Turing            | TU106  | D/M                         | 1          | 1                | 1                | Sí     | Sí     | Sí   | Sí  | Sí    | Sí     | Sí     | Sí            | Sí                 | Sí                 | Sí                 | Sí                 | Sí                 | Sí                 | No        | No        | No        |
| GeForce RTX 2080 / 2070 Super / 2080 Super          | Turing            | TU104  | D/M                         | 1          | 1                | 1                | Sí     | Sí     | Sí   | Sí  | Sí    | Sí     | Sí     | Sí            | Sí                 | Sí                 | Sí                 | Sí                 | Sí                 | Sí                 | No        | No        | No        |
| GeForce RTX 2080 Ti                                 | Turing            | TU102  | D                           | 1          | 1                | 1                | Sí     | Sí     | Sí   | Sí  | Sí    | Sí     | Sí     | Sí            | Sí                 | Sí                 | Sí                 | Sí                 | Sí                 | Sí                 | No        | No        | No        |
| Titan RTX                                           | Turing            | TU102  | D                           | 1          | 1                | 1                | Sí     | Sí     | Sí   | Sí  | Sí    | Sí     | Sí     | Sí            | Sí                 | Sí                 | Sí                 | Sí                 | Sí                 | Sí                 | No        | No        | No        |
| A100                                                | Ampere            | GA100  | S                           | 1          | 1                | 5                | Sí     | Sí     | Sí   | Sí  | Sí    | Sí     | Sí     | Sí            | Sí                 | Sí                 | Sí                 | Sí                 | Sí                 | Sí                 | No        | No        | No        |
| GeForce RTX 3050 Ti / RTX 3050                      | Ampere            | GA107  | D/M                         | 1          | 1                | 1                | Sí     | Sí     | Sí   | Sí  | Sí    | Sí     | Sí     | Sí            | Sí                 | Sí                 | Sí                 | Sí                 | Sí                 | Sí                 | Sí        | Sí        | No        |
| GeForce RTX 3060                                    | Ampere            | GA106  | D/M                         | 1          | 1                | 1                | Sí     | Sí     | Sí   | Sí  | Sí    | Sí     | Sí     | Sí            | Sí                 | Sí                 | Sí                 | Sí                 | Sí                 | Sí                 | Sí        | Sí        | No        |
| GeForce RTX 3060 Ti / 3070 / 3070 Ti                | Ampere            | GA104  | D/M                         | 1          | 1                | 1                | Sí     | Sí     | Sí   | Sí  | Sí    | Sí     | Sí     | Sí            | Sí                 | Sí                 | Sí                 | Sí                 | Sí                 | Sí                 | Sí        | Sí        | No        |
| GeForce RTX 3080 / 3090                             | Ampere            | GA102  | D/M                         | 1          | 1                | 1                | Sí     | Sí     | Sí   | Sí  | Sí    | Sí     | Sí     | Sí            | Sí                 | Sí                 | Sí                 | Sí                 | Sí                 | Sí                 | Sí        | Sí        | No        |
| GeForce RTX 4090                                    | Ada               | AD102  | D                           | 1          | 1                | 1                | Sí     | Sí     | Sí   | Sí  | Sí    | Sí     | Sí     | Sí            | Sí                 | Sí                 | Sí                 | Sí                 | Sí                 | Sí                 | Sí        | Sí        | No        |
| Tarjeta gráfica                                     | Familia           | Chip   | Escritorio/ Móvil/ Servidor | # de Chips | # de NVDEC/ Chip | Total # de NVDEC | MPEG-1 | MPEG-2 | VC-1 | VP8 | 8 bit | 10 bit | 12 bit | H.264(AVCHD)  | 8 bit              | 10 bit             | 12 bit             | 8 bit              | 10 bit             | 12 bit             | 8 bit     | 10 bit    | 12 bit    |
| Tarjeta gráfica                                     | Familia           | Chip   | Escritorio/ Móvil/ Servidor | # de Chips | # de NVDEC/ Chip | Total # de NVDEC | MPEG-1 | MPEG-2 | VC-1 | VP8 | VP9   | VP9    | VP9    | H.264(AVCHD)  | H.265 (HEVC) 4:2:0 | H.265 (HEVC) 4:2:0 | H.265 (HEVC) 4:2:0 | H.265 (HEVC) 4:4:4 | H.265 (HEVC) 4:4:4 | H.265 (HEVC) 4:4:4 | AV1 4:2:0 | AV1 4:2:0 | AV1 4:2:0 |